# توزیع درآمد
در علم اقتصاد، توزیع درآمد (به انگلیسی:income distribution) شامل نحوه توزیع کل تولید ناخالص داخلی یک کشور در بین جمعیت آن می‌شود. نظریه اقتصادی و سیاست اقتصادی مدت‌هاست که درآمد و توزیع آن را به عنوان یک موضوع اصلی و درخور توجه در نظر گرفته‌است. توزیع نابرابر درآمد باعث نابرابری اقتصادی می‌شود و تقریباً یک مسئله مهم و اصلی در همه کشورهای جهان است.
اقتصاددانان کلاسیک مانند آدام اسمیت (۱۷۲۳–۱۷۹۰)، توماس مالتوس (۱۷۶۶–۱۸۳۴)، و دیوید ریکاردو (۱۷۷۲–۱۸۲۳) توجه خود را بر توزیع درآمد عاملی، یعنی توزیع درآمد بین عوامل اولیه تولید (زمین، کار و سرمایه) متمرکز کردند. اقتصاددانان مدرن به مسائل توزیع درآمد نیز پرداخته‌اند، اما بیشتر بر توزیع درآمد بین افراد و خانوارها تمرکز کرده‌اند. نگرانی‌های مهم نظری و سیاستی شامل تعادل بین نابرابری درآمد و رشد اقتصادی و رابطه اغلب معکوس آنها است.
منحنی لورنتس می‌تواند نشان دهنده توزیع درآمد در یک جامعه باشد. منحنی لورنتس ارتباط نزدیکی با معیارهای نابرابری درآمد، مانند ضریب جینی دارد.

## نحوه اندازه‌گیری
مفهوم نابرابری با مفاهیمی چون فقر و عدالت توزیعی تمایز دارد. معیارهای نابرابری درآمد (یا معیارهای توزیع درآمد) توسط دانشمندان علوم اجتماعی برای اندازه‌گیری توزیع درآمد و نابرابری اقتصادی بین شرکت‌کنندگان در یک اقتصاد خاص، مانند اقتصاد یک کشور خاص یا به‌طور کلی در کل جهان استفاده می‌شود. در حالی که نظریه‌های مختلف ممکن است سعی کنند چگونگی ایجاد نابرابری درآمد را توضیح دهند، معیارهای نابرابری درآمد به سادگی یک سامانه اندازه‌گیری را ارائه می‌دهند که برای تعیین پراکندگی درآمدها استفاده می‌شود.

### محدودیت‌ها
از آنجایی که شکاف زیادی بین حساب‌های ملی (که بر کل اقتصاد کلان متمرکز است) و مطالعات نابرابری (که بر توزیع ثروت تمرکز دارند) وجود دارد. برخی مشکلات و محدودیت‌ها در اندازه‌گیری نابرابری به وجود آمده‌است.
فقدان یک معیار جامع در مورد اینکه چگونه درآمد قبل از اعمال مالیات با درآمد پس از اعمال مالیات متفاوت است، ارزیابی چگونگی تأثیر بازتوزیع دولت بر نابرابری را دشوار می‌کند.
دیدگاه روشنی در مورد اینکه چگونه روندهای بلندمدت تمرکز درآمد توسط تغییرات عمده‌ای چون مشارکت زنان در نیروی کار شکل می‌گیرد، وجود ندارد.

## علل نابرابری درآمد
علل نابرابری درآمد و سطوح برابری/نابرابری عبارتند از: اقتصاد کار، سیاست‌های مالیاتی، سایر سیاست‌های اقتصادی، سیاست‌های اتحادیه‌های کارگری و سندیکاها، سیاست‌های پولی و سیاست‌های مالی فدرال رزرو، بازار نیروی کار، توانایی‌های فردی کارگران، فناوری و اتوماسیون، آموزش. , جهانی شدن، تعصب جنسیتی، نژادپرستی، و فرهنگ.

## نحوه بهبود نابرابری درآمد[۵]

### مالیات
مالیات بر درآمد پیش‌رونده بخش بزرگی از درآمدهای بالا و درصد کمتری از درآمدهای پایین را به خود اختصاص می‌دهد. در این نوع از سیاست مالیاتی فقرا مالیات کمتری می‌پردازند و درصد بیشتری از درآمد خود را حفظ می‌کنند و ثروتمندان درآمد بیشتری را به مالیات می‌دهند. این نوع از سیاست‌گذاری در مالیات را می‌توان با این واقعیت توجیه کرد که ۱۰۰ دلار برای یک فرد ثروتمند ارزش چندانی (تقریباً هیچ ارزشی) نسبت به یک فرد فقیر دارد (این مقدار می‌تواند کل مبلغ مالیات بر درآمد باشد). دولت از درآمد مالیاتی نیز برای فعالیت‌های ضروری و مفید برای جامعه استفاده می‌کند. فرض کنید همه افراد جامعه از این نوع از سیاست‌گذاری سود یکسانی خواهند برد، اما ثروتمندان هزینه بیشتری برای آن می‌پردازند، بنابراین این مالیات به نحوی دو برابر نابرابری را کاهش می‌دهد.

### نقل و انتقالات غیر نقدی
اگر پول نقد به یک فرد فقیر داده شود، او ممکن است «بهترین» انتخاب اقتصادی برای پول اضافی به دست‌آمده را نکند؛ بنابراین، استفاده از کوپن غذایی یا توزیع مستقیم غذا می‌تواند نمونه‌ای از راه‌حل‌های ارائه شده برای این انتخاب اقتصادی باشد.

### یارانه مسکن
اجاره و نگهداری مسکن بخش بزرگی از مخارج خانواده‌های کم درآمد را تشکیل می‌دهد. یارانه‌های مسکن برای کمک به فقرا در دستیابی به مسکن مناسب طراحی شده‌اند.

### مزایای رفاهی و بیکاری
این مزایا پول واقعی را برای افراد با درآمد بسیار کم یا بدون درآمد فراهم می‌کند و به آنها آزادی مطلق در تصمیم‌گیری دربارهٔ نحوه استفاده از این مزیت را می‌دهد. این مزایا فقط در صورتی منطقی هستند که فرض کنیم عاملان اقتصادی به نفع خود تصمیم می‌گیرند و بهترین تصمیم اقتصادی برای سود خود را انجام می‌دهند.

### ایجاد تحرک در درآمدها
تحرک درآمد نیز یکی از عوامل است که باید با مطالعه میزان نابرابری مورد توجه قرار گیرد. تحرک درآمد توضیح می‌دهد که چگونه فردی می‌تواند وضعیت و رفاه اقتصادی خود را بهبود یا آن را بدتر کند. افراد به سادگی در سلسله مراتب کسب قدرت درآمدی حرکت می‌کنند و تحرک درآمد این تغییرات را در طول کل زندگی توصیف می‌کند. به عنوان مثال، اگر فردی وضعیت اقتصادی خود را بهبود بخشیده باشد، این شخص دارای تحرک اقتصادی «بالا» است.
برای درک تحرک درآمد این دو نمونه را ببینید: اگر به عنوان نمونه افراد ثروتمند همیشه ثروتمند بمانند و فقیرها همیشه فقیر بمانند این وضعیت اشاره به این موضوع دارد که افراد توانایی تغییر موقعیت اقتصادی خود را ندارند در نتیجه در این شرایط نابرابری یک مشکل دائمی به نظر می‌آید. در نمونه‌ای دیگر اگر کارگران بتوانند به راحتی طبقه درآمدی خود را تغییر دهند، مثلاً از طبقه متوسط به طبقه بالا یا از طبقه پایین به طبقه متوسط حرکت کنند، یعنی تغییر آنها نسبتاً ممکن است، نابرابری سیال و موقتی است بنابراین مشکل جدی در وضعیت اقتصادی ایجاد نمی‌شود.

## اندازه‌گیری توزیع نابرابری در درآمد در سطح بین‌المللی

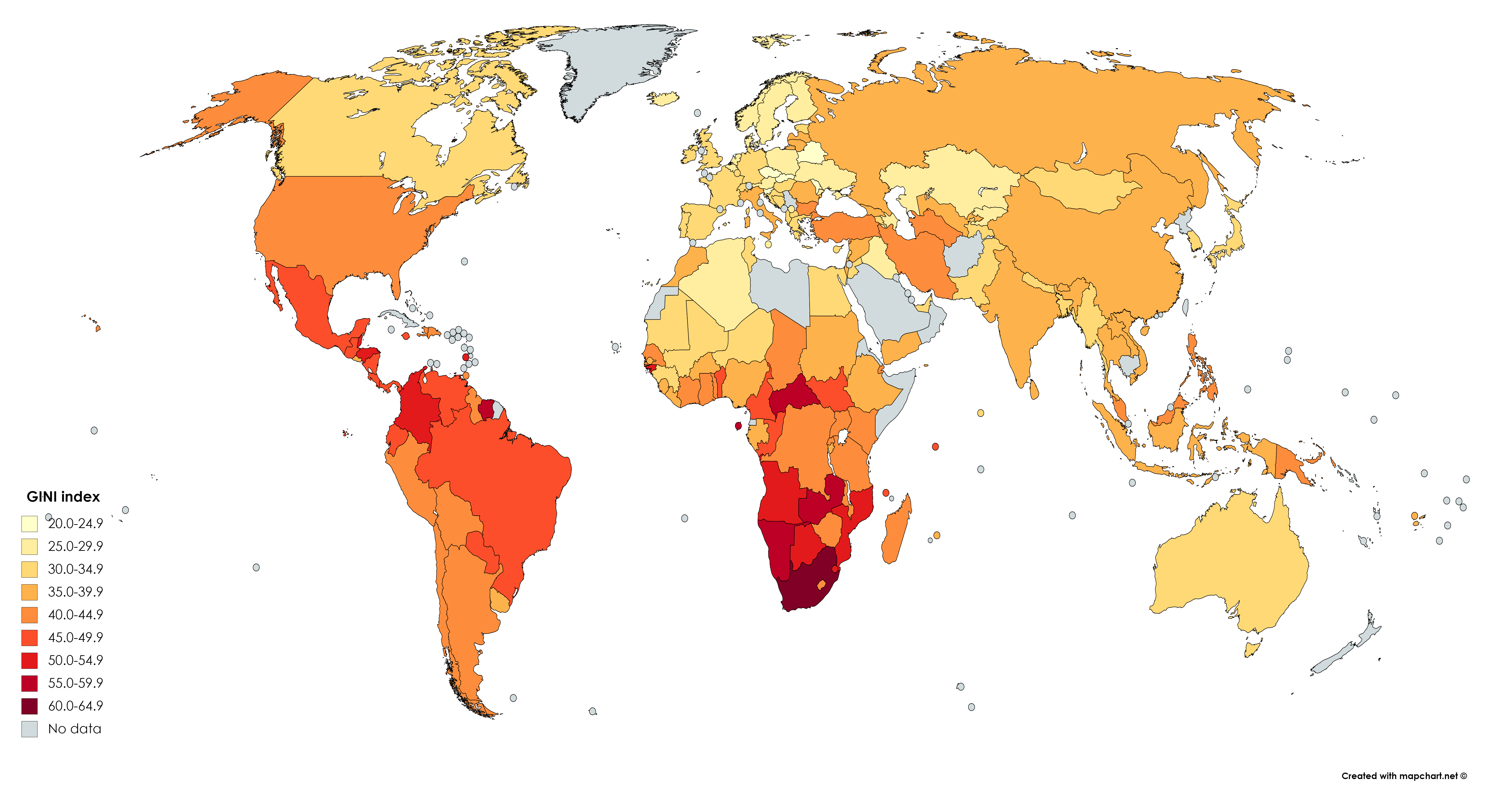
شاخص جهانی جینی در ۲۰۱۸ میلادی

با استفاده از ضریب جینی، چندین سازمان مانند سازمان ملل متحد (سازمان ملل) و سازمان اطلاعات مرکزی آمریکا (سیا) نابرابری درآمد را بر اساس کشور اندازه‌گیری کرده‌اند. شاخص جینی نیز به‌طور گسترده در بانک جهانی استفاده می‌شود. شاخص جینی یک شاخص دقیق و قابل اعتماد برای اندازه‌گیری توزیع درآمد در قیاس یک سطح کشوری با سطح کشوری دیگر است. اندازه‌گیری‌های شاخص جینی از ۰ تا ۱ برای ۱ نابرابری کامل و ۰ برابری کامل است. شاخص جهانی جینی در سال ۲۰۱۶ میلادی ۰٫۵۲ اندازه‌گیری شد.
آزمایشگاه جهانی نابرابری در دانشکده اقتصاد پاریس در دسامبر ۲۰۱۷ میلادی گزارش نابرابری جهانی ۲۰۱۸ میلادی را منتشر کرد که برآوردهایی از نابرابری درآمد و ثروت جهانی را ارائه می‌داد.